# Bah, September
Bah...September is een jeugdmusical uit 1966 naar een idee van Gied Jaspars met muziek van Tony Nolte en teksten van Harrie Geelen. De VPRO-televisie maakte er in 1966 een tv-bewerking van onder regie van Ruud van Hemert. De rol van onderwijzer werd gespeeld door Justus Bonn (1917-1978), die eigenlijk operazanger was, en die vlak na de opname van Bah September naar Amerika verhuisde. De kinderen in de klas waren leden van het Amsterdamse kinderkoor de Damrakkertjes. De school die te zien is is de Huizingaschool aan de Jacob Geelstraat in Amsterdam-Slotervaart. Het gebouw staat er nog steeds (gegevens 2020), al is het wel verbouwd en is de omgeving een stuk voller geworden.  
Het verhaal gaat over een lagere-schoolklas, die begin september weer terug op school komt na vele weken vrij. Maar aan alles komt een eind: de grote vakantie is weer voorbij. Meester Justus is een vrij strenge maar ook erg goedmoedige docent die wel snapt dat zijn klas nog een beetje met het hoofd bij de vakantie is. En dus heeft hij een passende opdracht: Schrijf een opstel over wat je in de vakantie hebt gedaan. Sommige kinderen beginnen enthousiast te schrijven, anderen zitten wat te treuzelen. Want wat moet je opschrijven als de vakantie voor de hele familie in het water is gevallen omdat jij ziek werd? Of als je niet met vakantie was, maar heerlijk in de tuin met je eigen konijn? Weer een ander zat zich weken te vervelen omdat haar speelkameraadje Gijs nog steeds niet terug was van vakantie. 
Meester Justus kijkt de klas rond en ziet zo nog een paar 'probleemgevallen'. Zo is er een jongetje dat naar Tirol op vakantie was, maar er niks over weet te schrijven. De meester helpt hem aan een goed idee door de Koekkoeksklokkenwals aan te heffen.
En dan is het voor iedereen, klaar of niet, speelkwartier. Alle kinderen rennen naar buiten om lekker te gaan voetballen, touwtjespringen of spelletjes te doen. Hoewel... één jongetje zit nog in de klas. Hij weet niets te schrijven. Meester Justus begrijpt dat deze jongen sterker is in tekenen dan in schrijven, en samen verzinnen ze beeldverhaal. 
Als alle opstellen zijn ingeleverd en de schooldag voorbij is, wacht voor alle kinderen hetzelfde. Eten, nog even buiten spelen en dan onvermijdelijk de stem van pa of ma, die je naar binnen roept. En morgen... weer naar school. 

## Liedjes
- Altijd maar weer ...
- Goedemorgen
- Schrijf op! (Ik kreeg de bof)
- Konijn en ik
- De koekoeksklokkenwals
- Ris ras (krassende pennen)
- Gijs komt weer vlug
- Speeltijd-cantate
- Sommige mensen kunnen alles
- Altijd maar weer ... (finale)

## Plaatopname
De musical verscheen in 1967 op lp en het album won prompt een Edison. 
 
Een aantal liedjes kwam ook uit op single. 
Op de B-kant staat nog een musical: Op Schoolreis. Meester Justus en zijn klas gaan op schoolreis, de natuur in. Natuurlijk verloopt de dag niet zonder slag of stoot: Eén kind heeft heimwee, een meisje verdwijnt, kortom redenen genoeg om vaak een lied in te zetten. Van deze musical is overigens geen tv-bewerking gemaakt.

## Liedjes Op Schoolreis
- Vandaag is iedereen present (We gaan vandaag op schoolreis)
- O jee, Jan
- 'n Vis die zegt ...
- Buiten was 't in 't struikgewas
- De drummer is me broer
- Waar is Josefientje?
- Meester, moeten we morgen nou weer ...
- Welja! Weer allemaal present